# De een zijn dood
De een zijn dood is het 33ste stripverhaal van De Kiekeboes. De reeks wordt getekend door striptekenaar Merho. Het album verscheen in 1985.

## Verhaal
Als gevolg van een interimjob bij een begrafenisonderneming, Zerckmans, belandt Charlotte in de Norrbacq-gevangenis van de Balkanstaat Eunuchië. Nog voor Kiekeboe haar kan bevrijden, is ze zelf op spectaculaire wijze ontsnapt en houdt ze de president van Eunuchië, Rhothzacq, gegijzeld.